# Koloman Moser

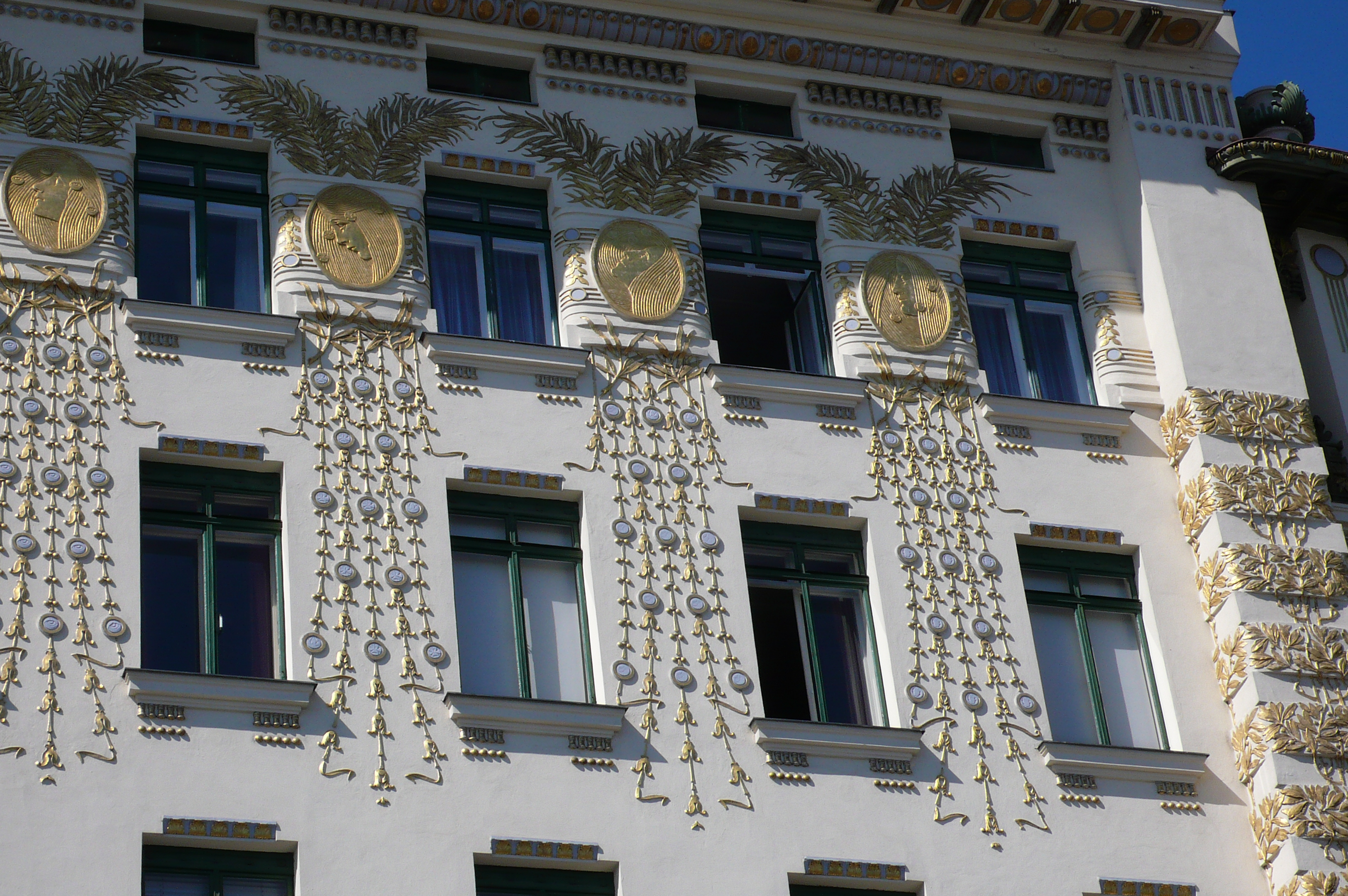
Dekorace fasády (Wienzeile 38)

Koloman Moser (30. březen 1868 Vídeň – 18. říjen 1918 Vídeň), též Kolo Moser, byl rakouský grafik, designér a malíř, spoluzakladatel Siebener Club, Sdružení výtvarných umělců Rakouska Secession a Wiener Werkstätte.Studoval na Akademii výtvarných umění a zpočátku se věnoval grafickému designu, známé jsou jeho návrhy pro časopis Ver Sacrum. S Josefem Hoffmannem a za podpory průmyslníka Fritze Waerndorfera založil v roce 1903 uměleckořemeslné dílny Wiener Werkstätte. Pro tyto dílny vytvořil několik stovek návrhů šperků, váz, nádobí, knižních vazeb, nábytku, vzorů dekoračních tkanin, skla atd. Jeho návrhy vynikají originalitou výtvarného řešení, elegancí a zároveň hravostí. V roce 1907 Wiener Werkstätte opustil. Začal se věnovat více malbě, proslavil se ale zejména návrhy rakousko-uherských bankovek a poštovních známek (např. série „Rakouští panovníci” a „Bosna-Hercegovina”).

## Život
Narodil se v rodině Josefa Mosera, správce internátní školy Theresianum ve Vídni. Otec usiloval o to, aby syn vystudoval obchodní akademii. Koloman bez vědomí rodičů podal roku 1885 přihlášku na Akademii výtvarných umění a byl přijat do ateliéru Franze Rumplera (1886–1889), dále prošel ateliéry Christiana Griepenkerla (1889–1890) a Matthiase von Trenkwalda (1890–1893). V letech 1893-1895 studoval v ateliéru malby u Franze von Matsche na Uměleckoprůmyslové škole ve Vídni. Po smrti otce (1888) se živil ilustrováním novin a časopisů ve Vídni a s velkým úspěchem také v Mnichově. V letech 1892–1893 byl na doporučení Trenkwalda přijat na místo učitele kreslení dětí arcivévody Karla Ludvíka na zámku Wartholz v Reichenau an der Rax.
Stál u zrodu progresivního uměleckého spolku Siebener-Club (1892–1897) a Sdružení výtvarných umělců Rakouska Secession (1897–1905). V letech 1893–1895 studoval na Uměleckoprůmyslové škole a v říjnu 1896 byl přijat do vídeňského Künstlerhausu, ale po půl roce členství vystoupil. Roku 1901 byl společně s Josefem Hoffmannem jmenován čestným členem sdružení umělců Wiener Kunst im Hause.
Roku 1899 přijal nabídku Feliciana von Myrbach, ředitele Uměleckoprůmyslové školy ve Vídni, na místo provisorního učitele a roku 1900 zde byl jmenován stálým profesorem Odborné třídy dekorativní kresby. Toto místo zastával až do své smrti. Roku 1903 založil společně s Josefem Hoffmannen a Fritzem Wärndorferem Wiener Werkstätte. Po rozepřích týkajících se jejich financování je Koloman Moser roku 1907 opustil, oficiálně byl vyloučen z představenstva firmy roku 1909. Nadále se věnoval především grafice, kostýmním návrhům, designu trojrozměrných předmětů již pouze příležitostně. Vrátil se k malbě a roku 1911 otevřel první samostatnou výstavu v Galerii Miethke.
V roce 1901 si dal postavit dům podle návrhu Josefa Hoffmanna v nové čtvrti Hohe Warte. Roku 1905 se oženil s Dithou Mautner von Markhof, která sama byla výtvarně činná. Z manželství vzešli dva synové. Moser po celý svůj život intenzivně cestoval po Evropě. Zemřel roku 1918 na rakovinu hrtanu.

## Dílo

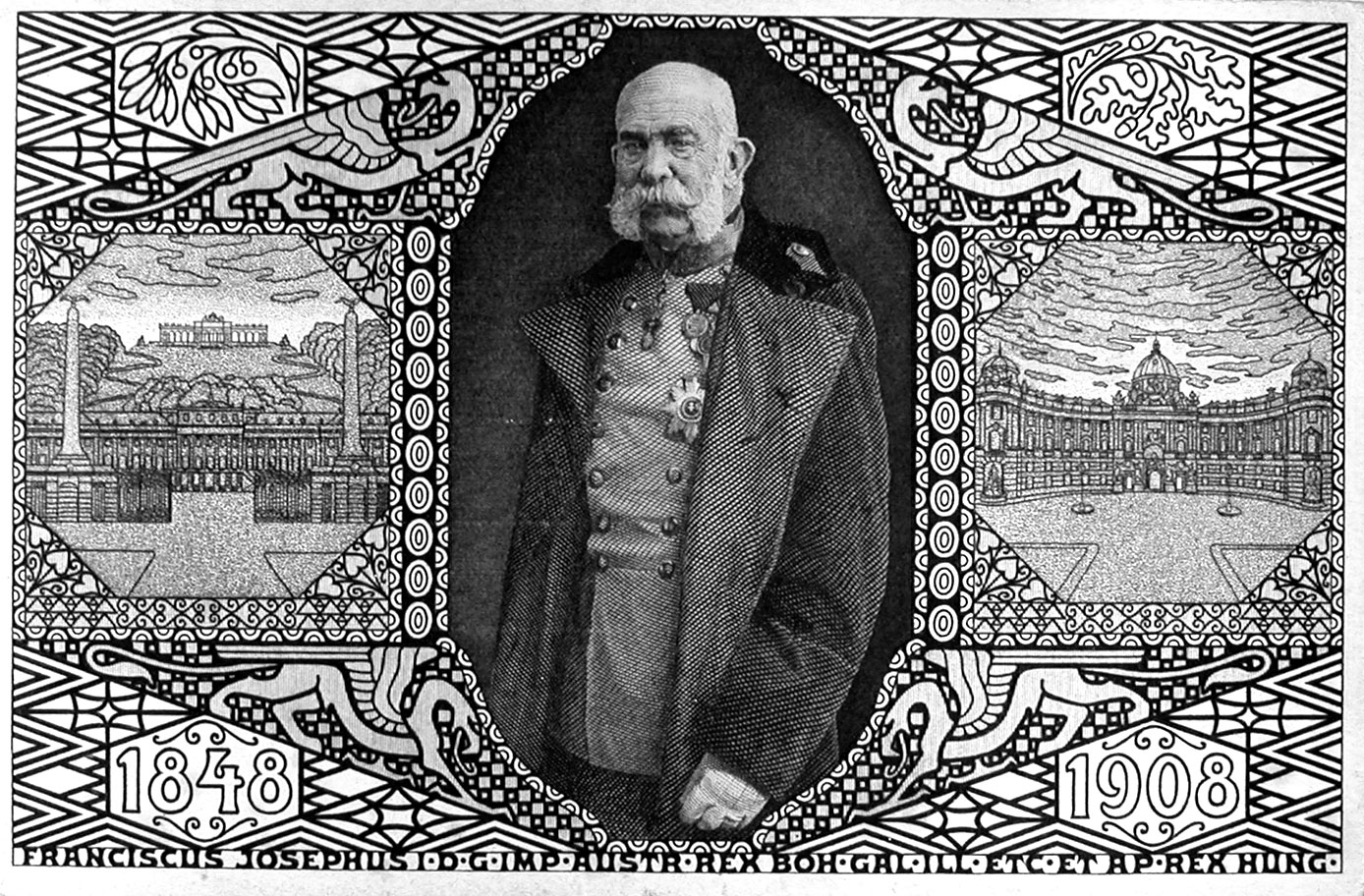
Císař František Josef I. 1848-1908 se Schönbrunnem a Hofburgem. Návrh Kolo Moser, rytina F. Schirnböck

- do roku 1890 ilustrace a grafika pro časopisy a noviny (Wiener Mode, Frühlingsmorgen, Meggendorfer Blätter ad.)
- od roku 1897 grafické návrhy výstavních plakátů (především pro Sdružení výtvarných umělců Rakouska Secession
- od roku 1898 grafické práce pro časopis Ver Sacrum - často na návrzích spolupracoval s Josefem Hoffmannem
- od 1899 návrhy dessénů textilií pro firmu Johann Backhausen und Söhne
- 1900 návrhy nábytku pro firmu Portois & Fix
- od 1901 návrhy nábytku z ohýbaného bukového dřeva pro firmu Jacob & Josef Kohn
- 1902–1903 návrhy proutěného nábytku pro firmu Prag-Rudniker Korbwarenfabrikation (uplatňované jako sedací nábytek výstav v pavilonu Secession
- 1903–1907 vytvořil několik stovek návrhů pro Wiener Werkstätte. Pozoruhodné jsou především šperky, předměty z perforovaného plechu (vázičky, košíčky, žardiniéry), stříbrné nádobí a doplňky (mísy, vázy, kalamáře, bonboniéry, dózy), knižní vazby (Oscar Wilde, Salome, Leipzig 1903), nábytek (1903 nábytek pro byt pro Hanse Eislera von Terramare; 1904 nábytek pro Margarete Hellmann; 1905 nábytek pro byt Margarethe a Johna Stonborough), hračky. Návrhy Kolomana Mosera se vyznačují jednoduchostí svého řešení, které nicméně nepostrádá elegnci a často ani rafinovanosti. Tvary a formy, které objevoval, rozvíjel i Josef Hoffmann.
- od roku 1905 návrhy na známky C. k. rakouské pošty
- 1905–1907 vitráže a mosaiky pro kostel Am Steinhof (architekt Otto Wagner)
- 1907 návrh pro výzdobu kostela Svatého Ducha v Düsseldorfu
- 1910 návrhy bankovek Rakousko-Uherska
- od 1910 se intenzivně zabývá malbou (figura, krajina)

Tvorba Kolomana Mosera je dnes součástí nejvýznamnějších muzeí a galerií na světě. První muzejní instituce, která zakoupila do svých sbírek předměty, které Koloman Moser navrhl na počátku své kariéry ve Wiener Werkstätte, bylo roku 1904 Moravské průmyslové museum v Brně, dnešní Moravská galerie v Brně.

### Galerie

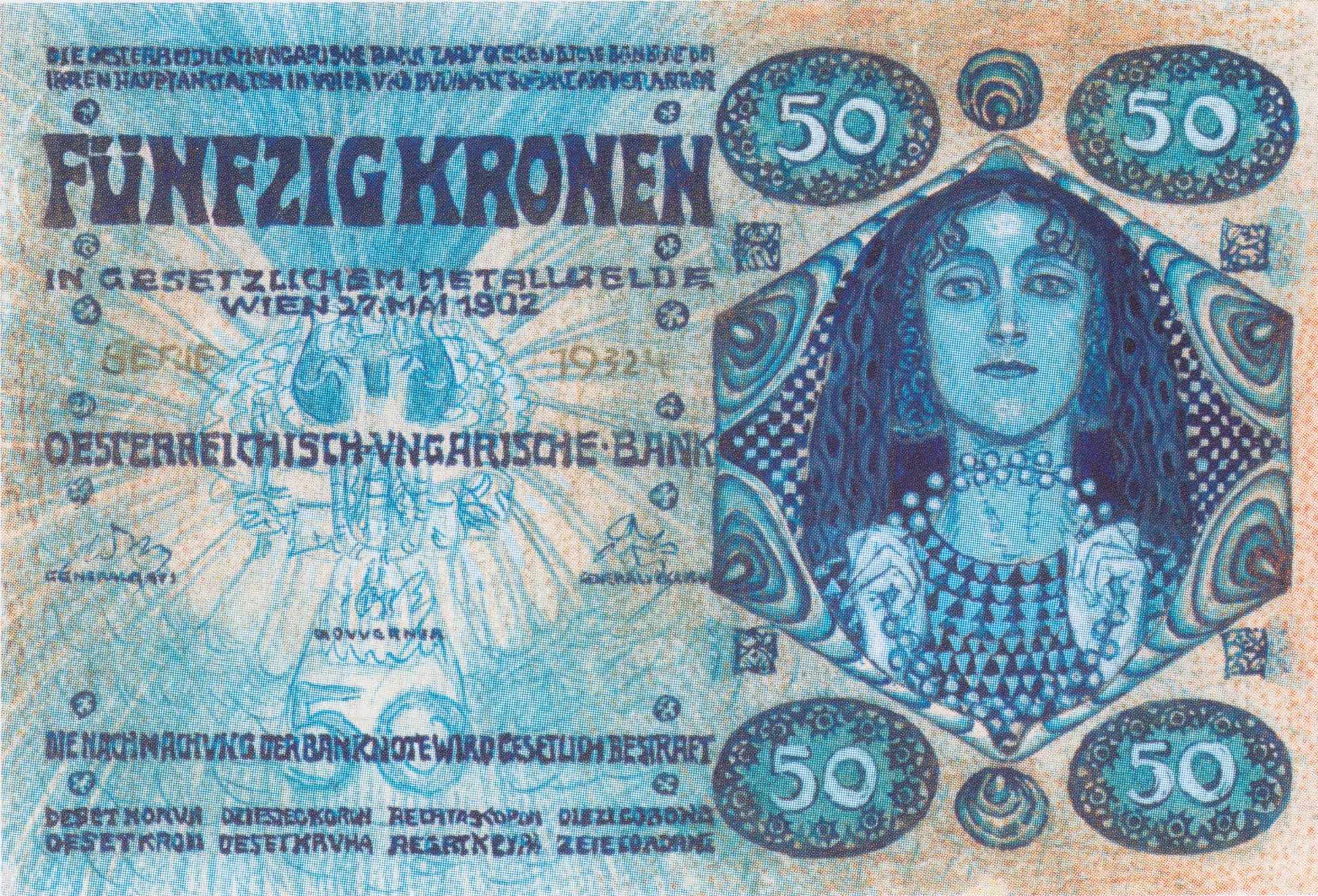
Bankovka 50 korun
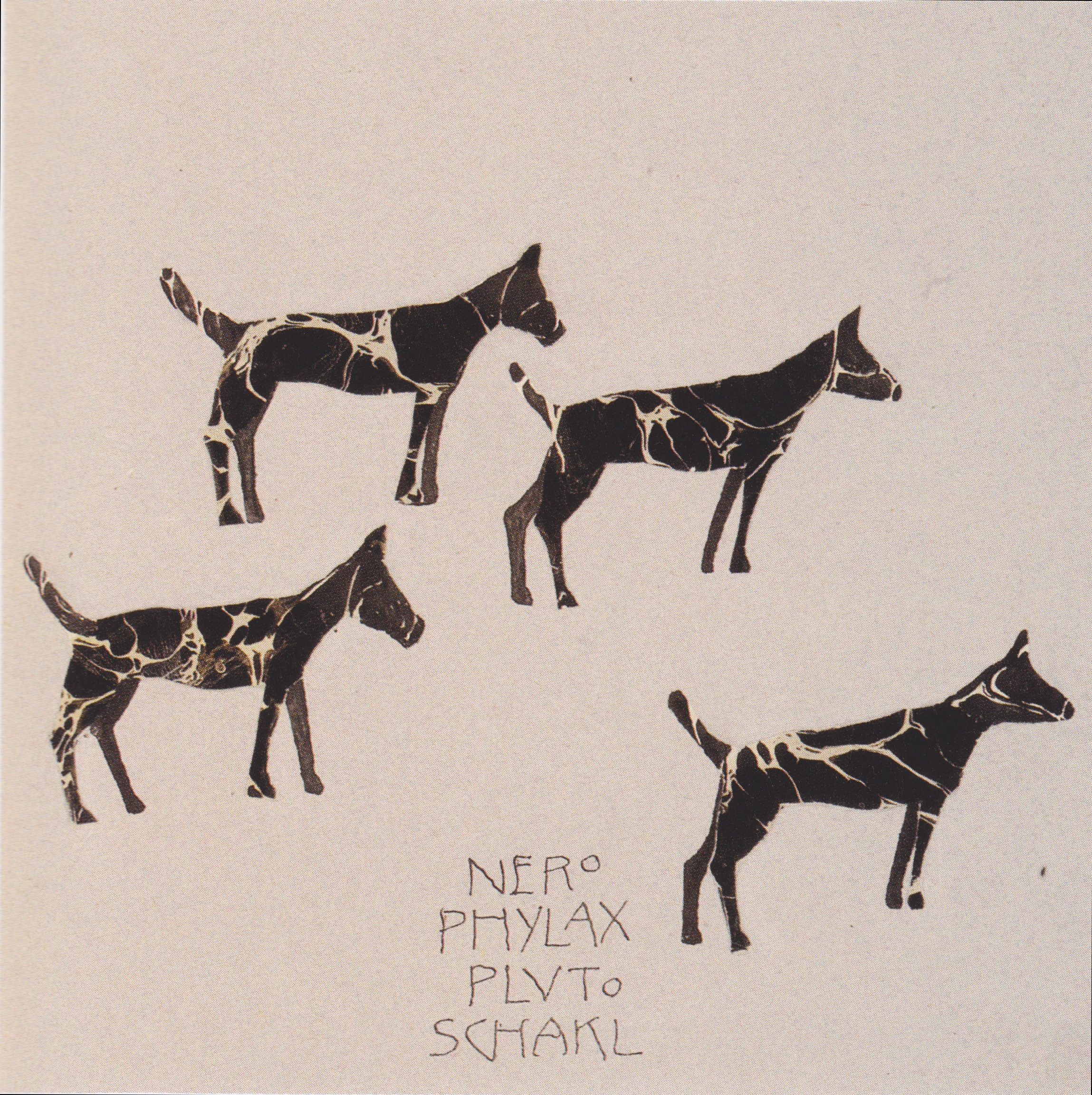
Bilderbuch - koláž
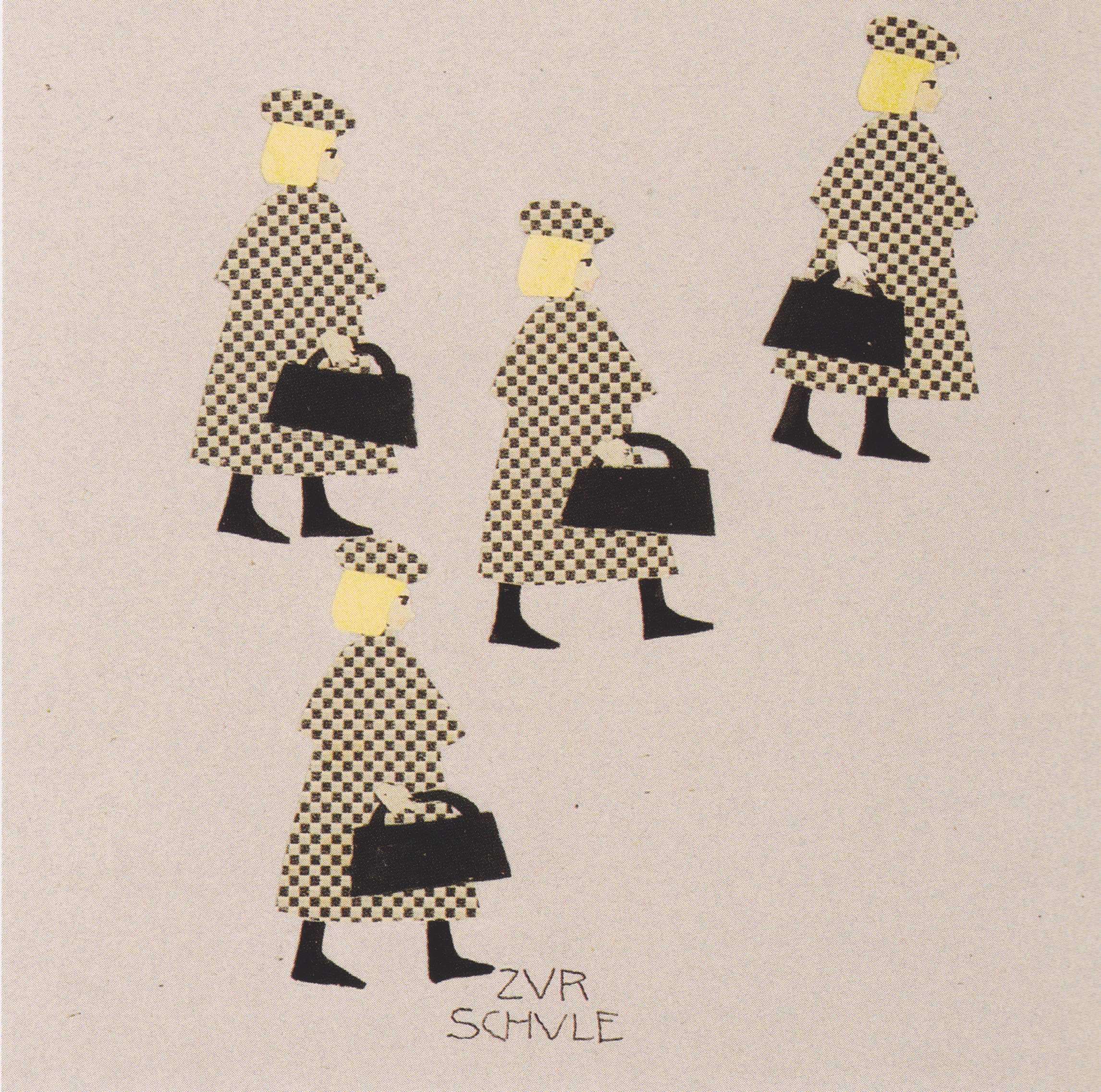
Bilderbuch - koláž
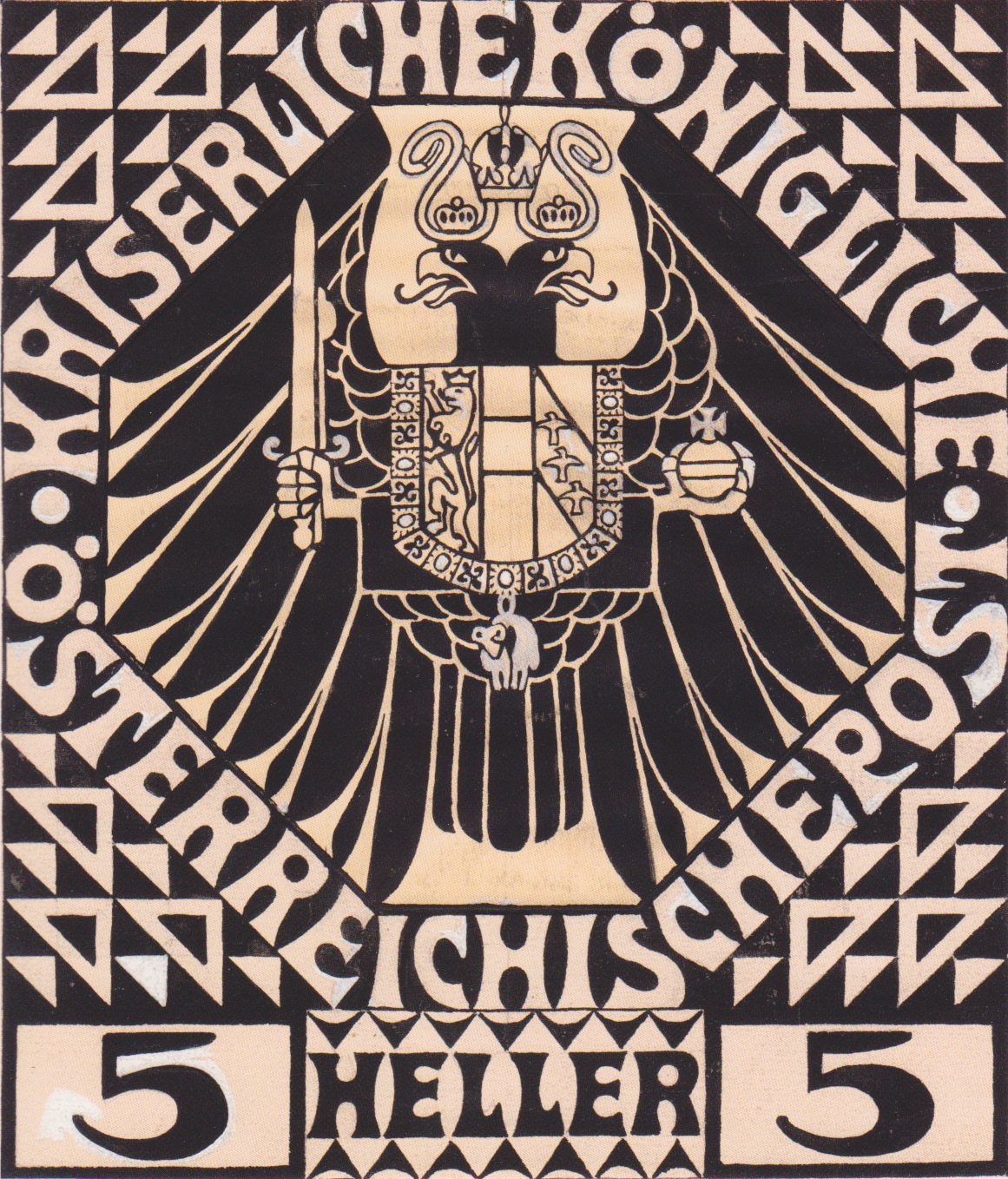
Návrh známky (1908)
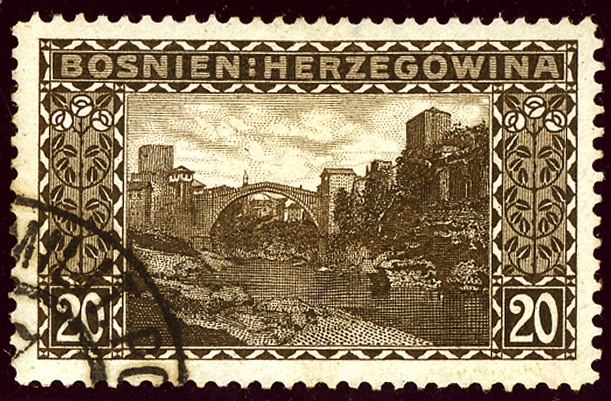
Mostar, známka pro Bosnu a Hercegovinu (1906)
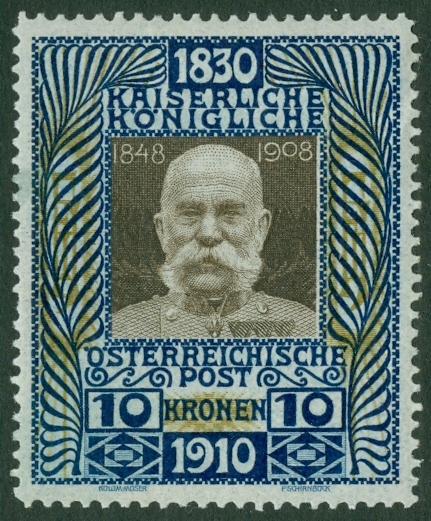
Známka 10 K, František Josef I.
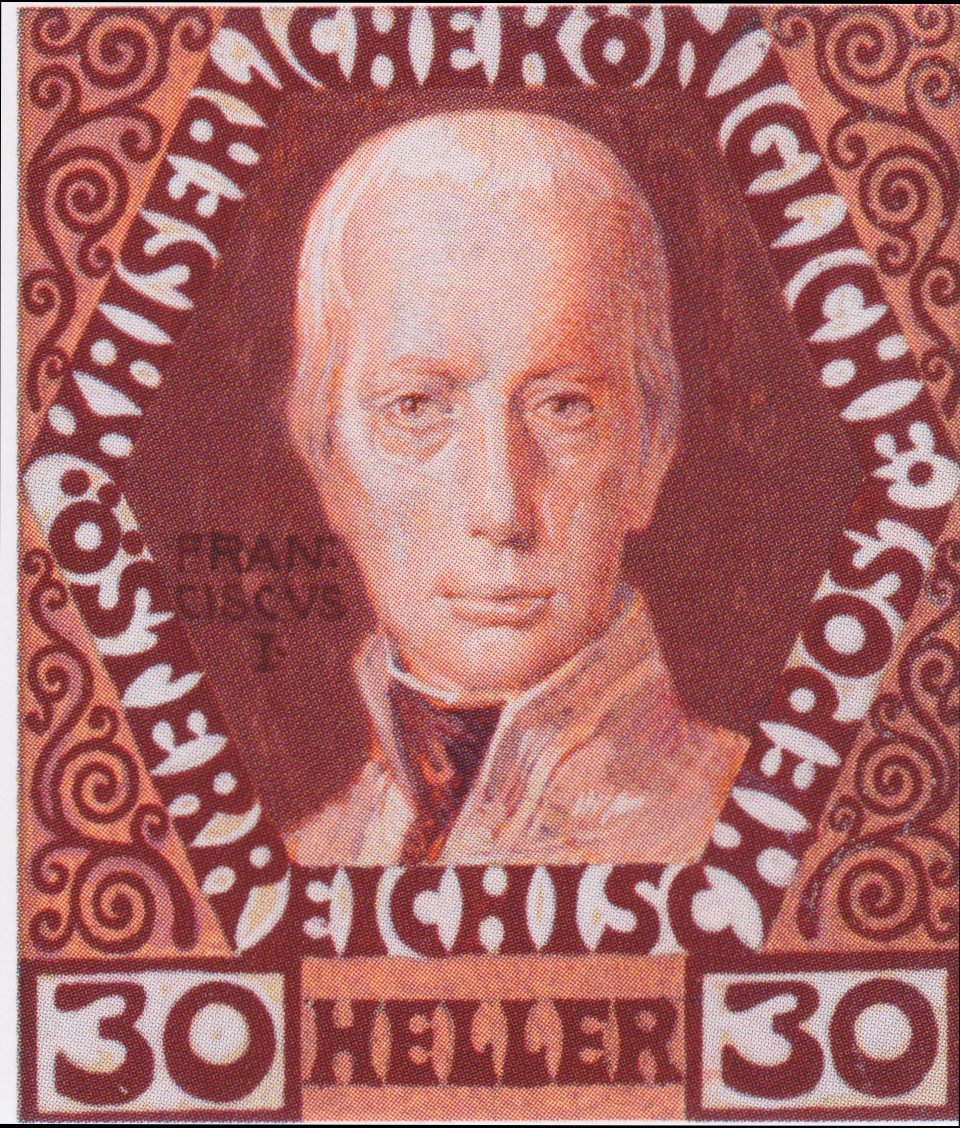
Známka s Františkem I. (1908)
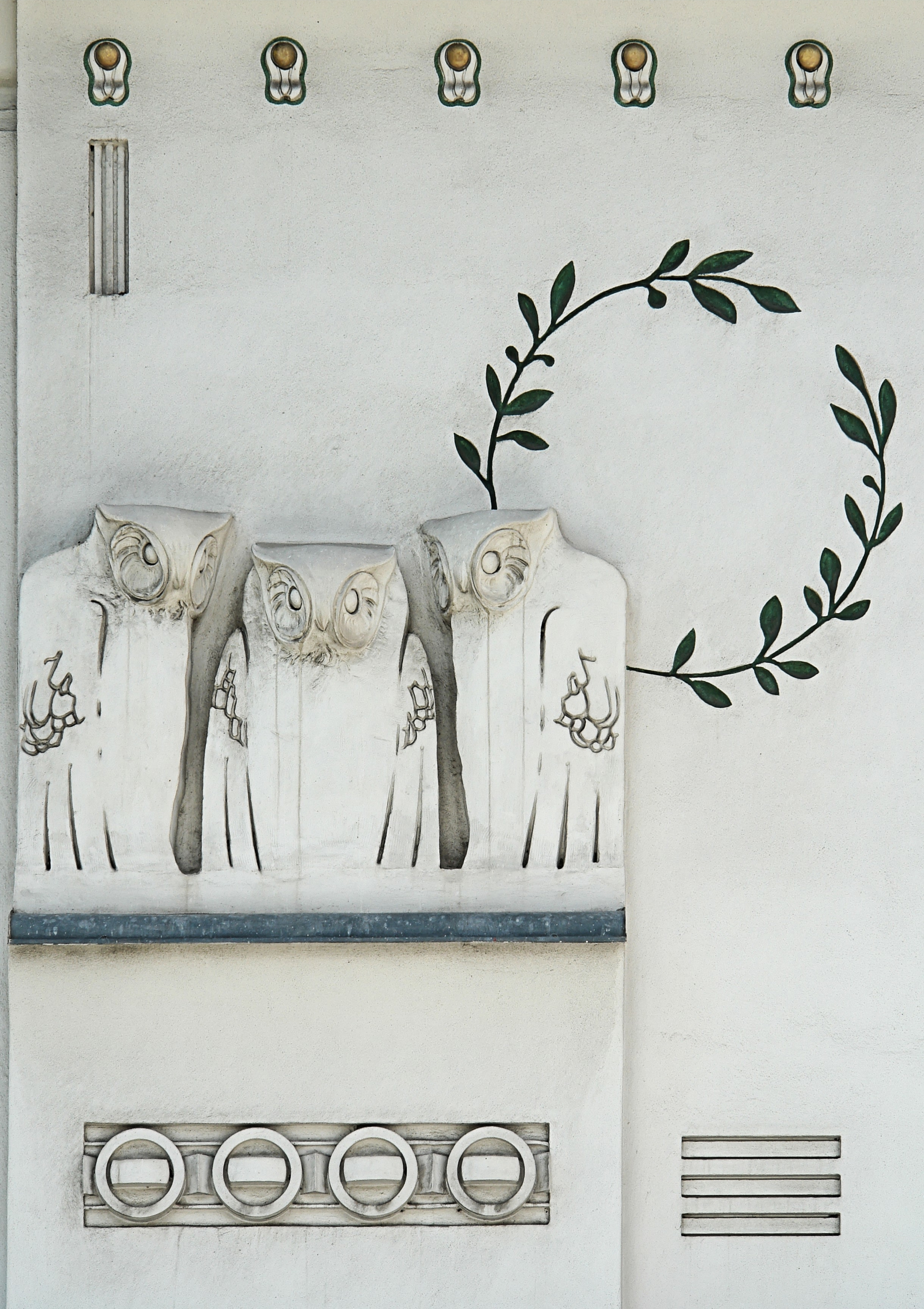
Sovy na fasádě secesního domu ve Vídni

## Výstavy
- 2018 Josef Hoffmann a Koloman Moser, pořádající organizace: Moravská galerie v Brně a Museum für angewandte Kunst ve Vídni, místo konání: Rodný dům Josefa Hoffmanna v Brtnici, 29. května – 11. listopadu 2018, Kurátoři: Rainald Franz, Rostislav Koryčánek.

- 2018–2019 Koloman Moser : Universal Artist between Gustav Klimt and Josef Hoffmann, MAK (Museum für angewandte Kunst), Vídeň, 19. prosinec 2018 – 22. duben 2019, kurátoři: Christian Witt-Dörring a Elisabeth Schmuttermeier,[1]